# Trem da Alegria (compilação)
Trem da Alegria é uma compilação do grupo musical infantil homônimo, lançada em 1992. Esse foi o oitavo lançamento do grupo, que gravou sete álbuns de estúdio e lançou vinte e cinco singles. Trata-se também da primeira e única coletânea oficial do Trem da Alegria, que viria a ter uma nova formação apenas em 2002. 
A lista de faixas reúne os maiores sucessos lançados entre 1984 e 1991, exceto os que faziam homenagem a super heróis de desenhos animados e séries, como "He-Man", "Thundercats", "Jaspion-Changeman" e "Tartaruga Ninja" que por questões de direitos autorais não foram incluídas.

## Antecedentes
O Trem da Alegria começou a carreira em 1985, quando Patricia Marx, Juninho Bill e Luciano Nassyn tinham - respectivamente - onze, oito e doze anos de idade. Durante os anos seguintes, viveram o auge da indústria do disco, mais especificamente o da música infantil, e também seu eventual declínio.
Até meados de 1990,  já tinham alcançado a marca de 4,2 milhões de cópias vendidas em território brasileiro. Porém, no último lançamento, ocorrido em 1991, os três integrantes já eram adolescentes e as músicas infantis além de não trazerem os lucros de anos anteriores, já não acompanhavam os gostos dos artistas que, segundo Juninho Bill, não tinham mais vontade de participar do grupo.
A maneira como a gravadora solucionou o problema foi lançar uma coletânea com os maiores sucessos da carreira e algumas canções inéditas.

## Canções
A coletânea Trem da Alegria traz canções gravadas entre os anos de 1984 e 1992. Além disso, inclui a faixa "É de Chocolate", com Amelinha e Robertinho de Recife, do LP Clube da Criança, lançada quando Patricia e Luciano faziam parte do programa homônimo da Rede Manchete.
Do primeiro álbum, Trem da Alegria do Clube da Criança, foram retirados dois singles: "Uni, Duni, Tê" com a participação dos The Fevers e "Dona Felicidade" com a participação de Lucinha Lins. Não foram incluídas nenhuma das canções do Trem da Alegria, de 1986, na versão em LP da coletânea ("Fera Neném" foi incluída apenas na versão em CD), mesmo ele tendo a melhor posição do grupo na lista de discos mais vendidos da Nopem, publicada no Jornal do Brasil (atingiu a posição #1) e também sendo o seu LP mais vendido, com 1,2 milhões de cópias até 1992, segundo a revista Manchete.
"A Orquestra dos Bichos" e "Piuí Abacaxi" foram as escolhidas para representar o álbum de 1987. A canção "Iô-Iô", carro chefe do disco de 1988, foi incluída em uma versão diferente, sem os vocais de Luciano e Vanessa que foram substituídos por Rubinho. Desse mesmo LP foi incluído o dueto entre Juninho Bill e Amanda, "Pra Ver se Cola".
Dos álbuns lançados pelo trio Juninho Bill, Amanda e Rubinho foram escolhidas apenas uma música de cada: "Pula Corda" do de 1989, "Lambada da Alegria", canção que ganhou o Prêmio Sharp de Música Brasileira de melhor música infantil em 1990, do Trem da Alegria do mesmo ano (a faixa não traz a participação de Xuxa) e, por fim, "O Lobisomem" (sem a participação de Xuxa) do Trem da Alegria, de 1991.
Quatro canções inéditas foram incluídas junto aos grandes sucessos, a saber: "Queremos Mambo", "Alguém no Céu", "Tchaca-Tchaca" e "Torre de Babel".

## Lançamento e divulgação
O primeiro e único single foi a faixa "Alguém no Céu", tema da personagem Junior na novela De Corpo e Alma da Rede Globo. Foi cantada no último programa Xou da Xuxa - quando noticiaram o encerramento de suas atividades - e em shows de promoção do disco.
Esse foi o primeiro álbum do grupo a ser lançado no Brasil no formato CD. Uma segunda coletânea seria lançada 7 anos depois, pela mesma gravadora: Focus: O Essencial de Trem da Alegria. Os dois CDs estão fora de catálogo há mais de 20 anos. 
A compilação Trem da Alegria ficou disponível para execução via streaming em 2023.

## Lista de faixas
Créditos adaptados do encarte do CD Trem da Alegria, de 1992.
| N.º | Título                   | Compositor(es)                      | Participação                    | Duração |  |
| 1.  | "Tchaca Tchaca"          | Augusto César Paulo Sérgio Valle    |                                 | 4:13    |  |
| 2.  | "Uni, Duni, Tê"          | Michael Sullivan Paulo Massadas     |                                 | 4:05    |  |
| 3.  | "Piuí Abacaxi"           | Luis Mendes Júnior                  | Xuxa                            | 4:17    |  |
| 4.  | "Pra Ver se Cola"        | Sulivan Massadas                    |                                 | 3:04    |  |
| 5.  | "É de Chocolate"         | Sulivan Massadas                    | Emilinha e Robertinho do Recife | 4:02    |  |
| 6.  | "Dona Felicidade"        | Sulivan Massadas                    | Lucinha Lins                    | 3:20    |  |
| 7.  | "Iô-Iô"                  | Sulivan Massadas                    |                                 | 3:34    |  |
| 8.  | "Fera Neném"             | Vinícius Cantuária Evandro Mesquita | Evandro Mesquita                | 3:45    |  |
| 9.  | "Pula Corda"             | Sulivan Massadas                    | Xuxa                            | 3:12    |  |
| 10. | "Alguém no Céu"          | Danilo Caymmi Dudu Falcão           |                                 | 4:03    |  |
| 11. | "O Lobisomem"            | Sulivan Massadas                    |                                 | 4:50    |  |
| 12. | "Queremos Mambo"         | César Augusto César Rossini         |                                 | 3:44    |  |
| 13. | "Lambada da Alegria"     | Chico Roque Ed Wilson               |                                 | 4:35    |  |
| 14. | "Torre De Babel"         | Chico Roque Paulo Sérgio Valle      |                                 | 3:54    |  |
| 15. | "A Orquestra dos Bichos" | Chico Roque Carlos Colla            |                                 | 3:42    |  |